# Климівка (Правдинський район)
Климівка (рос. Климовка) — селище Правдинського району, Калінінградської області Росії. Входить до складу Домновського сільського поселення.
Населення —  41 особа (2015 рік). 

## Населення
| 2002 | 2010 |
| ---- | ---- |
| 55   | ↘41  |